# Liście jesienne

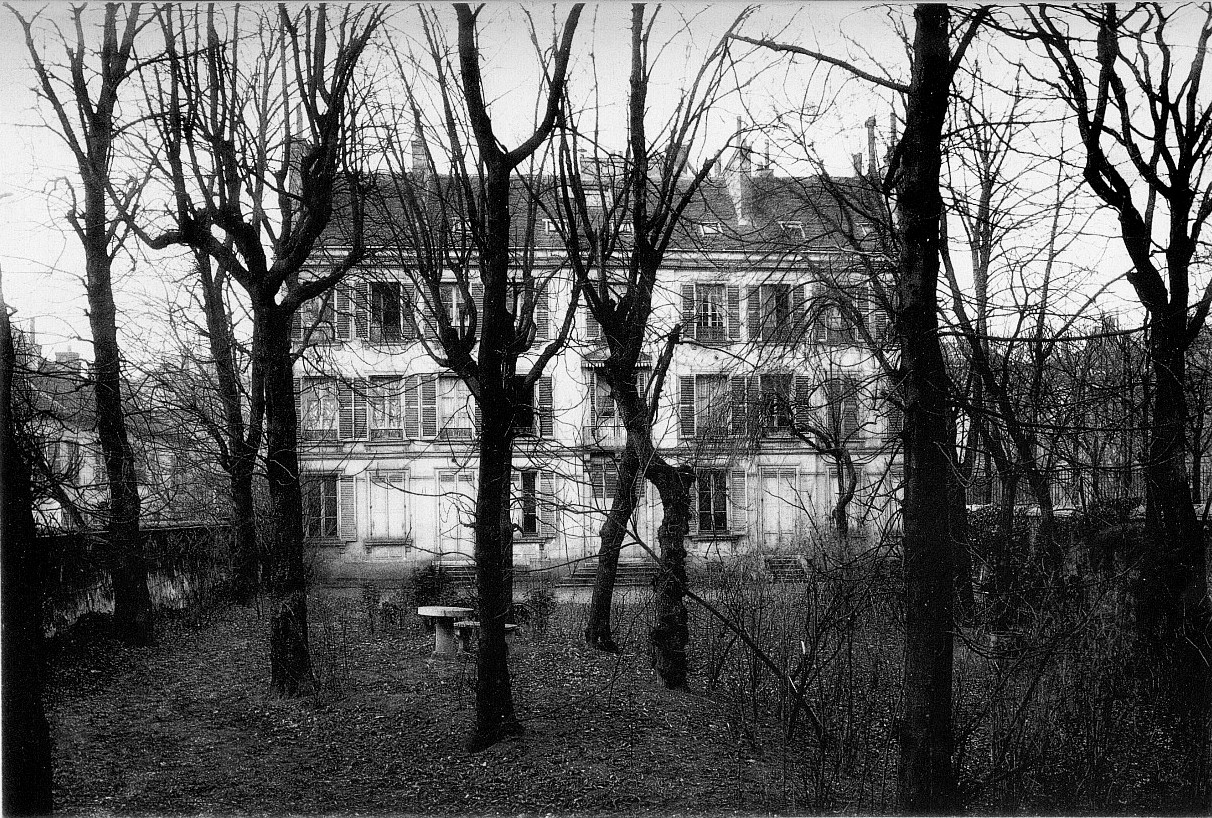
Dom w Notre-Dame-des-Champs, miejsce, gdzie Hugo napisał Liście jesienne

Liście jesienne (oryg. fr. Les Feuilles d'automne) – tom poezji Wiktora Hugo wydany po raz pierwszy w 1831.
Tom należy do wczesnej poezji Hugo (tj. z okresu od podjęcia przez niego aktywności literackiej do wyjazdu z Francji w 1851).
W odróżnieniu od wydanego dwa lata wcześniej tomu Poezje wschodnie, Liście jesienne miały w zamyśle autora poruszać tematykę „pogodną i spokojną”, problemy rodziny i życia prywatnego, rezygnując z nawiązywania do szerszych problemów społecznych. Tytuł Liście jesienne, przywołując obraz martwych liści opadających na ziemię, sygnalizował melancholię, jaka miała cechować atmosferę utworów i ich spojrzenie na przeszłe wydarzenia. Zdaniem Lansona i Tuffrau melancholia i niepokój są jednak w tomie nieobecne. Wyrażając swoje refleksje i uczucia związane z rodziną, ich zdaniem Hugo jawi się przede wszystkim jako zadowolony z życia mieszczanin, ojciec szczęśliwej rodziny, z uczuciem mówiący o dzieciach, wspominający ojca, opowiadający także o sobie. Dzieło bliskie jest poetyce wierszowanych listów klasycznych, pozbawione jest silnych emocji, oparte na kunsztownej formie wiersza i zawartych w nim efektach dźwiękowych. Zdaniem tych samych autorów pisząc wiersze o tematyce rodzinnej Hugo przekonał się, że podsuwane przez nią obrazy nie stanowią dostatecznej inspiracji dla jego wyobraźni. Stąd w tomie pojawiła się, wbrew deklaracjom zawartym we wstępie, gloryfikacja Bonapartego i zapowiedź jego dalszej gloryfikacji w dziełach poety.
Za najważniejsze teksty zawarte w tomie uważa się wiersze Ten wiek miał dwa lata, Gdzie więc jest szczęście?, Jeszcze ostatnie słowo, przyjaciele, Kiedy zjawia się dziecko, Dla biednych, Pan.